# Loi inverse-gaussienne généralisée
En théorie des probabilités et en statistique, la loi inverse-gaussienne généralisée (GIG, pour generalized inverse Gaussian distribution en anglais) est une loi de probabilité continue qui généralise la loi inverse-gaussienne en introduisant un troisième paramètre.
Cette loi est utilisée, par exemple, en géostatistique, en hydrologie ou en finance. Elle a été initialement proposée par le statisticien et hydrologue Étienne Halphen, puis la loi a été popularisée par Ole Barndorff-Nielsen (en) qui lui a donné son nom, ainsi que par Herbert Sichel (en), la loi est également connue sous le nom de loi de Sichel.
La notation {\displaystyle X\sim GIG(\lambda ,\delta ,\gamma )} indique que la variable aléatoire X suit une loi inverse-gaussienne généralisée.

## Caractérisation
La densité de probabilité de la loi inverse-gaussienne généralisée est donnée par :
{\displaystyle f(x)={\begin{cases}\displaystyle \left({\frac {\gamma }{\delta }}\right)^{\lambda }{\frac {1}{2K_{\lambda }(\delta \gamma )}}x^{\lambda -1}e^{-{\frac {1}{2}}(\gamma ^{2}x+{\frac {\delta ^{2}}{x}})}&{\text{ si }}x>0\\0&{\text{ sinon}}\end{cases}}}
où {\displaystyle \scriptstyle K_{\lambda }} est la fonction de Bessel modifiée de troisième espèce et de paramètre {\displaystyle \scriptstyle \lambda }, et les paramètres vérifient :
{\displaystyle {\begin{cases}\delta \geq 0\;,\;\gamma >0\;&{\text{ si }}\lambda >0\;,\\\delta >0\;,\;\gamma >0\;&{\text{ si }}\lambda =0\;,\\\delta >0\;,\;\gamma \geq 0\;&{\text{ si }}\lambda <0.\end{cases}}}

## Entropie
L'entropie de la loi inverse-gaussienne généralisée est donnée par :
{\displaystyle H(f(x))=\log \left({\frac {\delta }{\gamma }}\right)+\log \left(2K_{\lambda }\left(\delta \gamma \right)\right)-(\lambda -1){\frac {\left[{\frac {d}{d\nu }}K_{\nu }\left(\delta \gamma \right)\right]_{\nu =\lambda }}{K_{\lambda }\left(\delta \gamma \right)}}+{\frac {\delta \gamma }{2K_{\lambda }\left(\delta \gamma \right)}}\left(K_{\lambda +1}\left(\delta \gamma \right)+K_{\lambda -1}\left(\delta \gamma \right)\right)}
où {\displaystyle \left[{\frac {d}{d\nu }}K_{\nu }\left(\delta \gamma \right)\right]_{\nu =\lambda }} est la dérivée par rapport à l'ordre {\displaystyle \nu } de la fonction de Bessel modifiée et évaluée en {\displaystyle \nu =\lambda }.

## Liens avec d'autres lois
- Lorsque {\displaystyle \scriptstyle \lambda =-1/2}, la loi {\displaystyle \scriptstyle {\text{GIG}}(-1/2,\delta ,\gamma )} est une loi inverse-gaussienne[2].
- La loi gamma est un cas particulier de la loi inverse-gaussienne généralisée pour {\displaystyle \scriptstyle \delta =0}[2].